# 小型映画
小型映画（こがたえいが）は、35mmフィルムよりもフィルム幅の小さいフィルムによる映画のフォーマットであり、アマチュア映画あるいはホームムービーといった映画のジャンルのことである。具体的なフォーマットとしては、8mmフィルム、9.5mmフィルム、16mmフィルムがメインであり、ジャンルとしての「アマチュア映画」のカテゴリには1970年代以降、民生用ビデオによる映画が含まれるが、「小型映画」はフィルムのみを指す。英語では small gauge film, ドイツ語では Schmalfilm と呼ばれ、いずれも「小型の映画」を意味する。

## 概要
1920年代初頭、興行の終わった作品を家庭向けに小売するために、小型で安全な不燃性のフィルム（安全フィルム）、小型の映写機の開発が行われ、最初に普及したフランスのパテ社が、ディフュージョン版の家庭内上映のためのパテベビー映写機の発売に続いて、撮影機を発売したことに、小型映画の歴史は始まる。
小型映画のサークルの結成、専門雑誌の編集・発行、コンテスト等は、1920年代初頭から世界各地で行われ、改廃はあるものの、現在に至るまで続いている。1970年代以降の民生用ビデオの開発にともなって、メーカーが徐々にフィルムと機材から撤退しているが、反対を唱えたり、自主的にフィルムを製造・販売する動きも、世界各地で起きている。
過去のフィルム作品については、可燃性ではないものの、経年劣化によるビネガーシンドローム等が起きており、これを修復・保存し、あるいはデジタル化する動きが起きている。

## 略歴

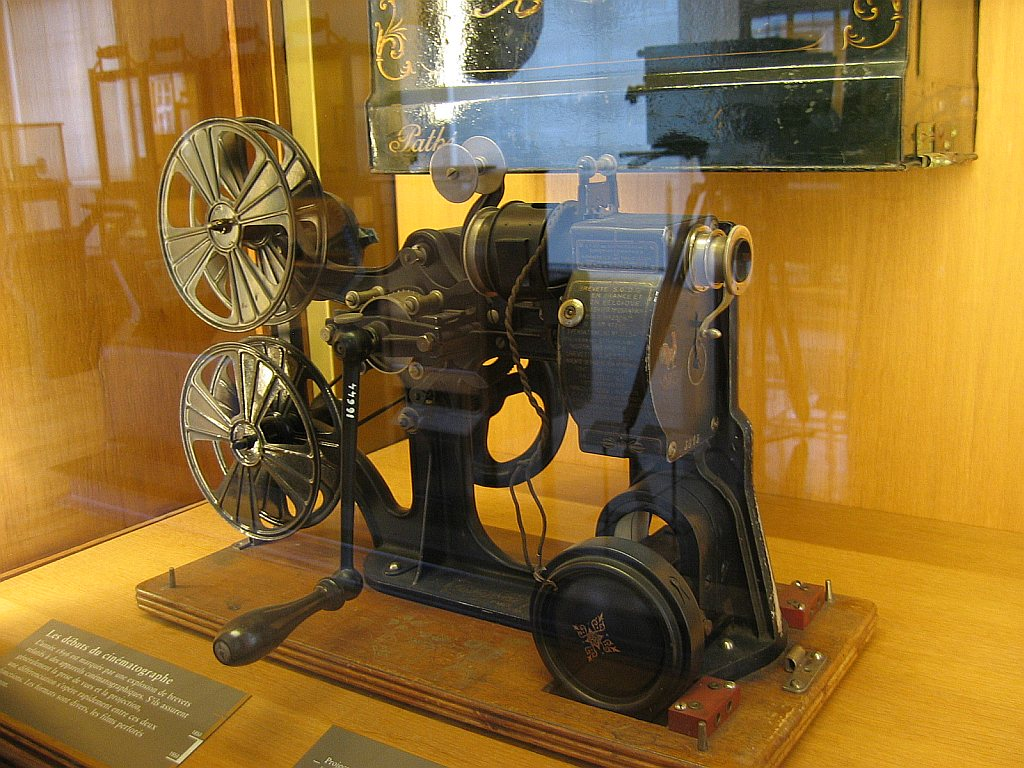
パテコック（Pathé Kok）映写機、1912年。

1912年（明治45年/大正元年）、フランスのパテ社がパテコック（フランス語: Pathé Kok）のブランドとともに28mmフィルムの、アメリカ合衆国のトーマス・エジソン率いるエジソン社がホーム・キネトスコープ（英語: Home Kinetoscope）のブランドとともに22mmフィルムの家庭用映写機をそれぞれ発表、「家庭用」「普及用」の発想の原点であった。
1921年（大正10年）のクリスマスシーズンに、パテ社が、パテベビー（フランス語: Pathé Baby）のブランドとともに9.5mmフィルム、およびその映写機の発売を開始する。1923年（大正12年）、同社は、家庭用の手回し撮影機の発売を開始、この普及により本格的にアマチュアによる小型映画の製作が開始される。
パテベビー撮影機が発売された同年、アメリカ合衆国のコダック社が、16mmフィルム、およびその映写機コダスコープ、撮影機シネコダックを発表した。

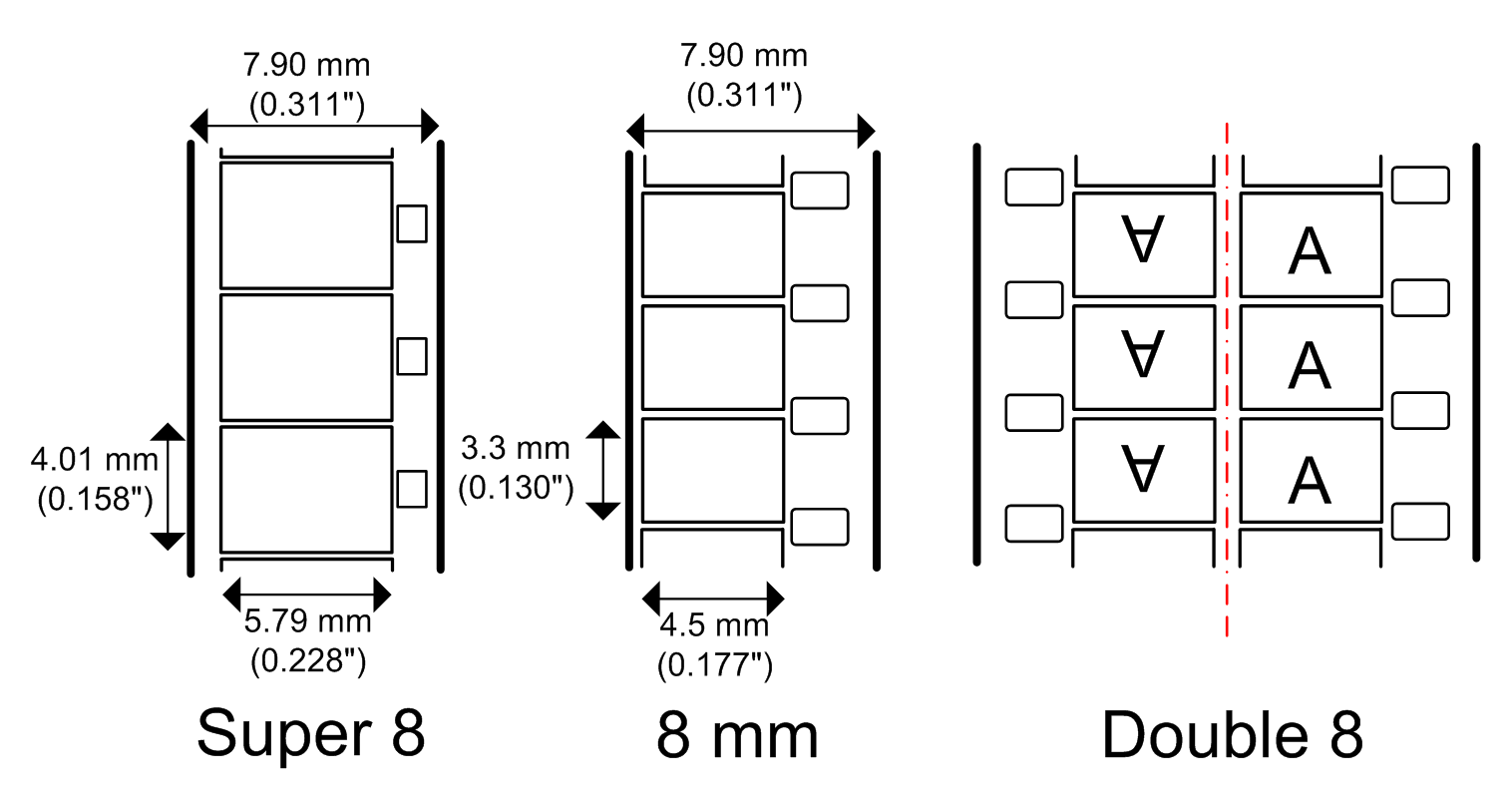
ダブル8とスーパー8の違い。

1932年（昭和7年）には、コダック社が、シネコダック8（英語: Cine-Kodak 8）のブランドとともに、のちに「ダブル8」と呼ばれるようになるフィルムを発表した。
1965年（昭和40年）には、コダック社がスーパー8mmを、日本の富士フイルムがシングル8をそれぞれ発表、16mmフィルムの左右両側に撮影するスタイルであったダブル8方式を刷新し、製品段階で8mm幅のフィルムを普及させた。
ただし、これ以前にも8mm幅の小型映画フィルムを製品化する試みはあり、1935年（昭和10年）のベル&ハウエル・ストレイトエイト、1937年（昭和12年）のアグファ・モヴェックス8 、1956年（昭和31年）のボルシー8、1964年（昭和39年）の富士フイルム・ラピッド8(未発売)、ソビエト連邦のスヴェーマ社などが挙げられる。
1980年代初頭、パテ社がPathe Webo Mの生産を終了、以降、9.5mmフィルム用の新型カメラは生産されなくなった。
2010年（平成22年）、エクタクローム100Dが新たに発売されており、ほかにも2種類のネガフィルム、白黒リバーサルフィルムのトライ-Xも製造販売が続けられており、現在もスーパー8での小型映画製作は可能である。いずれもサイレントフィルムである。
シングル8のフィルムに関しては、2009年（平成21年）6月2日、富士フイルムが、同社の現行商品であるFUJICHROME RT200Nの2010年5月の最終出荷、FUJICHROME R25Nの2012年（平成24年）3月の最終出荷をもってそれぞれ販売終了、2013年（平成25年）9月の現像サービス終了をアナウンスした。

## 註
1. 1 2  序、『小型映画技術史』、飯田定信、2011年11月1日閲覧。
2. 1 2 3 4  9.5mmフィルムの歴史、『小型映画技術史』、飯田定信、2011年11月2日閲覧。
3. ↑  小型映画前史、『小型映画技術史』、飯田定信、2011年11月1日閲覧。
4. ↑  16mmフィルムの歴史、『小型映画技術史』、飯田定信、2011年11月2日閲覧。
5. 1 2  8mmフィルムの歴史、『小型映画技術史』、飯田定信、2011年11月2日閲覧。
6. 1 2  スーパー8フィルム 製品情報、コダック、2011年11月2日閲覧。
7. ↑  シングル-8用フィルム「FUJICHROME R25N」「FUJICHROME RT200N」販売および現像終了のご案内 Archived 2012年7月22日, at the Wayback Machine.、富士フイルム、2011年11月2日閲覧。

## 関連事項
- 8ミリ映画
- スーパー8mmフィルム
- シングル8 （英語: Single-8）
- 9.5mmフィルム
- 16mmフィルム
- 28mmフィルム （en:28 mm film）
- 35mmフィルム
- 70mmフィルム
- アマチュア映画 （英語: Amateur film）
- ホームムービー （en:Home movies）
- 自主映画
- 実験映画
- ビデオ・アート
- 映写
- fr:Transfert de films amateurs sur DVD